# 20.000 años en Sing Sing
20.000 años en Sing Sing es una película dramática estadounidense de la época pre-code (1932) dirigida por Michael Curtiz. Está ambientada en la prisión de Sing Sing, establecimiento de máxima seguridad en Ossining (estado de Nueva York), con Spencer Tracy en el papel de un recluso y Bette Davis como su novia. El guion se basa en el libro de no-ficción Twenty Thousand Years in Sing Sing, escrito por Lewis E. Lawes, que fue guardián de Sing Sing de 1920 a 1941.
En 1940 la misma productora, First National Pictures, realizó una nueva versión Castle on the Hudson, dirigida por Anatole Litvak y protagonizada por John Garfield, Ann Sheridan y Pat O'Brien.

## Argumento
Cocky Tommy Connors (Spencer Tracy) ha sido condenado a la prisión de Sing Sing durante un periodo entre 5 y 30 años, por robo a mano armada. Su socio, Joe Finn (Louis Calhern), promete usar sus contactos e influencia para liberarlo mucho antes, pero su intento de sobornar al alcaide para que le brinde un trato especial fracasa estrepitosamente.
Connors es un recluso problemático y pasa varios meses confinado en su celda. Como el alcaide había predicho, Connors cambia un poco su actitud y hasta se alegra de poder realizar un trabajo honesto picando rocas después de su inactividad forzada.
Sin embargo, su intención de fuga es inquebrantable. Bud Saunders (Lyle Talbot), un compañero de prisión bien educado desesperado por estar con su esposa embarazada, lo recluta a él y a Hype (Warren Hymer) para un complicado intento de fuga. Por casualidad, está programada para un sábado, que Connors supersticiosamente considera como siempre desafortunado para él. Así, se echa para atrás y obliga a Saunders a buscar otro voluntario. Avisan al alcaide y se frustra la fuga, aunque dos guardias resultan asesinados. Atrapado, Saunders salta al vacío. Sus dos cómplices son capturados y devueltos a sus celdas.
Mientras tanto, la novia de Connors, Fay Wilson (Bette Davis), lo visita regularmente en prisión desde su juicio. En una visita, reconoce su cercanía a Finn para animarlo a ayudar a Connors, pero Connors le dice que solo le está dando a Finn una razón para mantenerlo encerrado en la cárcel.
El alcaide muestra a Connors un telegrama que informa de un accidente automovilístico en el que Wilson ha quedado muy malherida. Entonces, le da a Connors un permiso de 24 horas para verla; Connors promete regresar, pase lo que pase. Cuando ve a Wilson, averigua que Finn es el responsable de sus heridas. Saca una pistola de un cajón, pero Wilson lo convence de que le entregue el arma. Finn aparece esperando que Wilson firme una declaración exonerándolo a cambio de 5000 dólares que tenía la intención de dar a Connors. Connors lo ataca. Cuando parece que Finn está a punto de matar a su novio, Wilson le dispara. Connors huye, llevándose el arma; Wilson secretamente le desliza el dinero en el bolsillo. Antes de morir, Finn señala a Connors como su asesino.
Los periódicos critican al alcaide por conceder permiso a Connors. Cuando está a punto de firmar su carta de renuncia, entra Connors. Es declarado culpable de asesinato en primer grado y sentenciado a muerte en la silla eléctrica, a pesar del testimonio de Wilson, ya recuperada, de que ella mató a Finn. Connors la consuela antes de ser llevado al corredor de la muerte.

## Reparto
| Actor          | Personaje                                          |
| -------------- | -------------------------------------------------- |
| Spencer Tracy  | Tommy Connors                                      |
| Bette Davis    | Fay Wilson                                         |
| Arthur Byron   | el alcaide Paul Long                               |
| Louis Calhern  | Joe Finn                                           |
| Lyle Talbot    | Bud Saunders                                       |
| Warren Hymer   | Hype                                               |
| Grant Mitchell | Evaluador del cociente intelectual de los reclusos |

## Producción
Bette Davis disfrutó trabajar con Spencer Tracy y, de hecho, lo había idolatrado. Los dos querían hacer otra película juntos pero nunca tuvieron la oportunidad de hacerlo, aunque volvieron a aparecer juntos en una versión radiofónica de Amarga victoria en 1940.
Tracy, entonces bajo contrato con 20th Century Fox , fue prestado a Warner Brothers para la película. Originalmente estaba destinado a James Cagney , pero en ese momento Cagney estaba teniendo uno de sus muchos malentendidos con Jack L. Warner.